# Liste des gouverneurs de Kyoto
Le gouverneur de Kyoto (京都府知事, Kyōto-fu chiji) est le principal dirigeant élu de la préfecture de Kyoto du Japon. La fonction est officiellement créée en 1947.

## Élection
Le gouverneur est élu au suffrage universel pour un mandat de quatre ans, renouvelable.

## Listes des gouverneurs
Liste des gouverneurs de la préfecture de Kyōto,  :

### Gouverneurs élus
| Nom                 | Investiture   | Fin du mandat | Nombre de mandat(s) | Parti |
| ------------------- | ------------- | ------------- | ------------------- | ----- |
| Atsushi Kimura      | 12 avril 1947 | 2 avril 1950  | 1                   |       |
| Torazo Ninagawa     | 20 avril 1950 | 15 avril 1978 | 7                   |       |
| Yukio Hayashida     | 16 avril 1978 | 15 avril 1986 | 2                   |       |
| Teiichi Aramaki     | 16 avril 1986 | 15 avril 2002 | 4                   |       |
| Keiji Yamada        | 16 avril 2002 | 15 avril 2018 | 4                   |       |
| Takatoshi Nishiwaki | 16 avril 2018 | —             | 1                   |       |